# Taron Johnson
Taron Johnson (Sacramento, 27 luglio 1996) è un giocatore di football americano statunitense che milita nel ruolo di cornerback per i Buffalo Bills della National Football League (NFL).

## Carriera
Johnson fu scelto dai Buffalo Bills nel corso del quarto giro (121º assoluto) del Draft NFL 2018 . L'11 maggio firmò il suo contratto da rookie. Contro i Green Bay Packers mise a segno il suo primo sack su Aaron Rodgers, con cui forzò un fumble. La settimana successiva fece registrare il suo primo intercetto su Marcus Mariota dei Tennessee Titans nella vittoria per 13–12. A seguito di un intervento chirurgico a una spalla fu inserito in lista infortunati l'11 dicembre.
Johnson divenne il nickel cornerback titolare della squadra nel 2020.

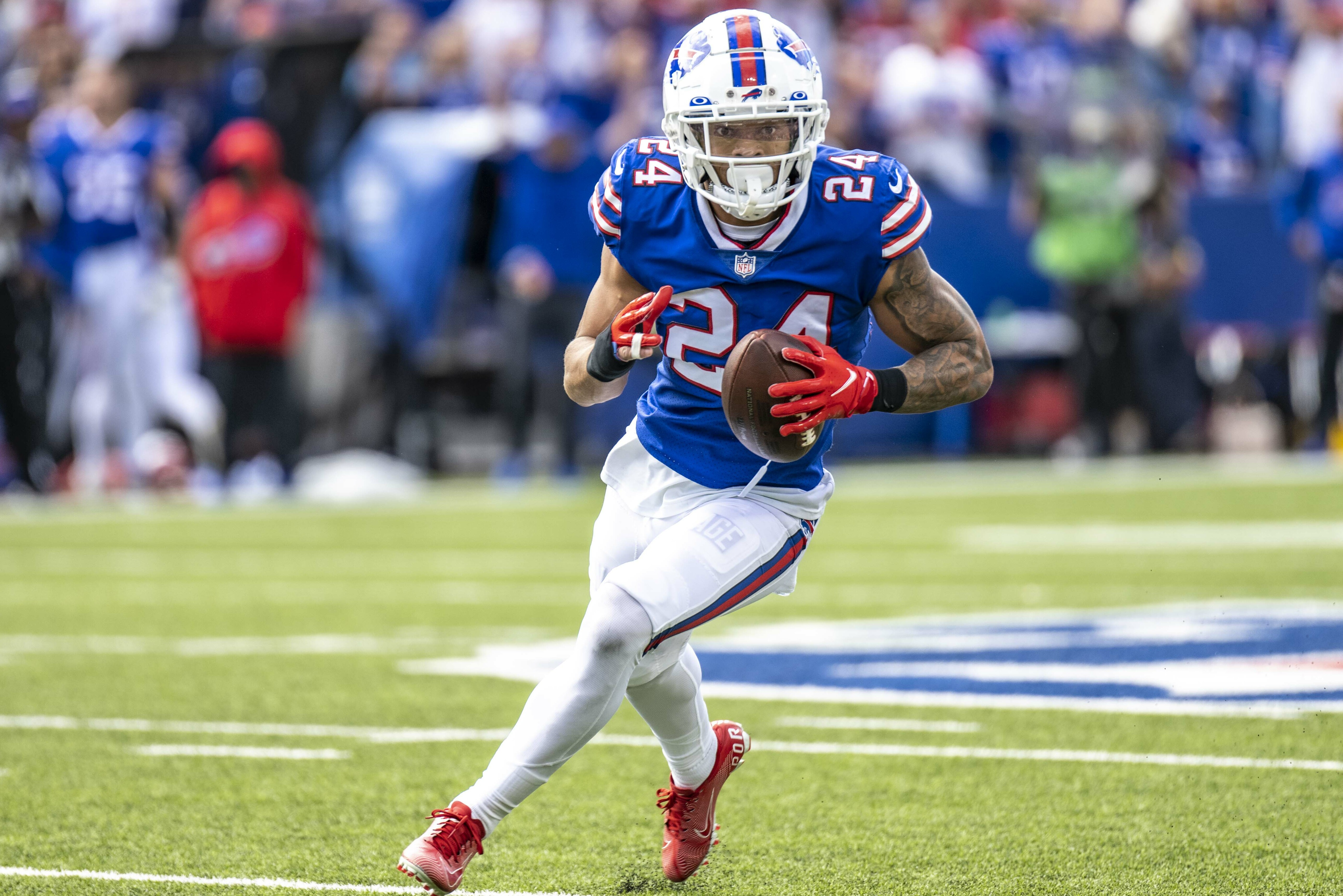
Johnson con i Buffalo Bills nel 2021

Nella settimana 14 contro i Pittsburgh Steelers intercettò un passaggio di Ben Roethlisberger e lo ritornò per 51 yard in touchdown nella vittoria per 26–15.
Nel divisional round dei playoff contro i Baltimore Ravens, Johnson intercettò un passaggio di Lamar Jackson nella end zone dei Bills e lo ritornò per 101 yard in touchdown nella vittoria per 17–3. Fu il più lungo ritorno della storia dei playoff alla pari con George Teague.
Il 9 ottobre 2021 Johnson firmò un nuovo contratto triennale da 24 milioni di dollari con i Bills. Nel 2023 fu inserito nel Second-team All-Pro dopo avere fatto registrare 72 tackle, un sack e 3 fumble forzati.
Nel decimo turno della stagione 2024 Johnson mise a segno un intercetto su Joe Flacco ritornando il pallone per 23 yard in touchdown. La sua partita terminò con 3 placcaggi, 2 passaggi deviati e un sack, venendo premiato come miglior difensore della AFC della settimana. Nel sedicesimo turno recuperò un fumble di Drake Maye ritornando il pallone in touchdown nella vittoria sui New England Patriots.

## Palmarès
- Second-team All-Pro: 1

2023
- Difensore della AFC della settimana: 1

10ª del 2024